# La Lucerne-d'Outremer
La Lucerne-d'Outremer  là một xã thuộc tỉnh Manche trong vùng Normandie tây bắc nước Pháp. Xã này nằm ở khu vực có độ cao trung bình 110 mét trên mực nước biển.